# National Government
Der Begriff National Government [ˈnæʃnəl ˈgʌvənmənt] bezeichnet in der britischen politischen Geschichte einen Zeitabschnitt mit Mehrparteien-Regierungen – im Gegensatz zu den Einparteien-Regierungen, die dort die Regel sind. Die allgemeine Bedeutung von national government ist „nationale Regierung“, die Regierung auf der gesamtstaatlichen Ebene (“at the nation-state level”).
Das politische System des Vereinigten Königreichs weist nach den Parlamentswahlen der größten Partei die Rolle der Regierungspartei mit dem Premierminister und seinem Kabinett zu; der zweitgrößten Partei – den »Wahlverlierern« – bleibt die Rolle der Opposition. Durch das Mehrheitswahlrecht erhalten weitere Parteien oft nur wenige Abgeordnete, heute beispielsweise Regionalparteien in Schottland oder früher solche auf der (gesamten) Insel Irland.
Nach den britischen Unterhauswahlen von 1929 hatten die beiden großen Parteien 547 der 615 Sitze im Unterhaus, die Konservativen 260 und die Arbeiterpartei (Labour) 287, letztere übernahm die Regierung. Die ehemals starke Liberal Party hatte zwar 23,6 Prozent der Wählerstimmen gewonnen, doch sie stellte nur 59 Abgeordnete. Im Sommer 1931 (einer Hochphase der Weltwirtschaftskrise) wurde dann von Ramsay MacDonald eine erste Regierung aus Politikern der drei großen Parteien gebildet. Diese amtierte 2193 Tage lang; nach den Wahlen 1935 folgte vom 7. Juni 1935  bis 28. Mai 1937 ein 'National Government' unter Stanley Baldwin und vom 28. Mai  1937 bis 3. September 1939 eines unter Neville Chamberlain. Mit dem Eintritt Großbritanniens in den Zweiten Weltkrieg folgte die Umbildung zur Kriegsregierung Chamberlain.

## Die Koalitionsregierungen von 1931 bis zum Kriegsbeginn
Ein Kurssturz an der Wall Street (Schwarzer Freitag, in den USA: Schwarzer Donnerstag) läutete eine Wirtschaftskrise ("Weltwirtschaftskrise") ein, von der Großbritannien besonders schwer betroffen war. Die Labour-Regierung von Ramsay MacDonald musste zwischen konkurrierenden wirtschaftspolitischen Zielen abwägen, die als Magisches Viereck bezeichnet werden: den Staatshaushalt ausgleichen, der Arbeitslosigkeit entgegenwirken, Wirtschaftswachstum fördern (bzw. Rezession bekämpfen) und den Außenwert des Pfund Sterling (GBP) sichern. Letzteres war besonders schwierig, weil das GBP in den Jahren zuvor überbewertet war (Näheres im Artikel Goldkonvertibilität).
Es kam zu einem Run auf die Banken und zu politisch-wirtschaftlichen Unruhen; der Kurs des GBP sank.
Am 24. August 1931 musste die Regierung zurücktreten, denn eine wichtige Kabinettsabstimmung hatte die Uneinigkeit zu Tage gebracht. In der politischen Krise führten Gespräche der konservativen und liberalen Parteiführer mit König George V. und MacDonald schließlich dazu, dass die nächste Regierung aus „Männern aus allen Parteien“ bestehen sollte mit dem besonderen Ziel, den Haushalt auszugleichen, aber nur als Übergangsregierung bis zu einer auf den 27. Oktober 1931 vorgezogenen Unterhauswahl. Ein Kabinett aus nur zehn Ministern (First National ministry) wurde am 25. August berufen, in dem die Ministerposten 4:3:3 zwischen den drei Parteien aufgeteilt wurden.  Gegen dieses Kabinett gab es in der Labour Party starke Vorbehalte. Am 19. September 1931 wurde die Goldkonvertibilität des GBP ausgesetzt. Dabei kam es zu einer gewollten Abwertung des GBP um 25 % (Kompetitive Abwertung), die die Wettbewerbsposition Großbritanniens auf Kosten der Goldstandardländer erheblich verbesserte (Beggar-thy-Neighbor-Politik).
Die Labour Party lehnte das First National ministry so stark ab, dass sie alle vier Kabinettsmitglieder (Ramsay MacDonald, Philip Snowden, Lord Sankey und James Henry Thomas) aus der Partei ausschloss.
Die vorgezogenen Unterhauswahlen brachten der Conservative Party 387 der 615 Sitze, also eine absolute Mehrheit. Labour erhielt 38 % der Stimmen, aber nur 25 % der Sitze (eine Folge des Mehrheitswahlsystems). MacDonald blieb aber Premierminister und bildete das Second National ministry. Neben den genannten Problemen musste die Regierung auch Fragen des Weltreiches (“British Empire”) behandeln. Die Kolonie Britisch-Indien forderte mehr Unabhängigkeit (Näheres hier).
Zum 7. Juni 1935 trat der gesundheitlich schwer angeschlagene MacDonald zurück. Stanley Baldwin von den Konservativen übernahm das Amt Premierministers (in seiner Karriere nun zum dritten Mal) und bildete das Third National ministry. Baldwin hatte schon zuvor als graue Eminenz der Vorgängerregierung gegolten, deren Politik er (als „heimlicher Premier“) wesentlich mitbestimmte. In seine Amtszeit fielen auch die Ereignisse um den neuen König Edward VIII. Baldwin trat nachdrücklich für einen Thronverzicht Edwards ein, der im Dezember 1936 erfolgte. Baldwin trat am 27. Mai 1937, zwei Wochen nach der Krönung des neuen Königs George VI. und kurz vor seinem 70. Geburtstag, zurück und ging in den Ruhestand.
Sein Nachfolger als Premierminister wurde am Tag darauf der bisherige Schatzkanzler Arthur Neville Chamberlain, ebenfalls von der Conservative Party. Er ging hauptsächlich mit seiner umstrittenen Appeasement-Politik in die Geschichte ein. Mit Chamberlains Fourth National ministry ging der Zeitabschnitt der 'National Governments' zu Ende; es folgten die genannten Kriegskabinette.

## Das Parteiensystem in diesem Zeitraum
Die politische (und wirtschaftliche, gesamtgesellschaftliche) Krise der 30er Jahre und das National Government führte zu Abspaltungen und Parteineugründungen, was sich in den Unterhauswahlen von 1935, den letzten vor dem Krieg, genauso dokumentiert wie schon in den vorausgegangenen von 1931. Neue Parteien dieser Zeit sind:
- Die National Labour Organisation, 1931 von Ramsay MacDonald nach seinem Parteiausschluss mitgegründet.
- Die National Liberal Party (Nationalliberalen), eine Abspaltung von der Liberal Party, unterstützt ebenfalls das National Government.
- Die Independent Labour Party, wie die Labour Party in der Opposition.